# Trilogia del sicario
La trilogia del sicario  è una trilogia di romanzi di fantascienza creati da Laura Iuorio. Comprende Il sicario in versione riveduta e corretta, La caccia e Nel profondo.

## Trama
Un efferato delitto, una vittima giovane e bella... Solo un tentativo di incastrare il suo datore di lavoro o un intrigo molto più vasto? Sol Maio, ancora una volta detective per caso, si trova ad indagare per conto della sua vecchia conoscenza, Imanuel Olmo, su un omicidio che ha troppi elementi che non tornano. E il mistero avvolge anche un altro assassinio: un alto ufficiale dell'esercito è stato ucciso e tocca all'agente governativo Lenora Kelley scoprire il colpevole. Che cosa lega i due crimini? È solo un caso se le strade di Sol e di Lenora si incroceranno ancora?
Sol Maio scende ancora una volta negli inferi della criminalità organizzata, tra vendette rancorose, giochi di potere, tentacoli che avvolgono tutti gli strati della società. Scoprirà che le scelte si pagano, e che molto, troppo spesso è necessario venire a patti con la propria coscienza per poter andare avanti.

## Edizioni
- Laura Iuorio, Trilogia del sicario, Fanucci, 2009,  pp., ISBN 88-347-1486-5.